# The Scaramouches
The Scaramouches è un cortometraggio muto del 1910 diretto da Lewin Fitzhamon. Due dei bambini protagonisti della storia sono i fratelli Bertie e Gertie Potter, due attori bambini.

## Trama
Quattro bambini rubano un'automobile e finiscono per fracassarla.

## Produzione
Il film fu prodotto dalla Hepworth.

## Distribuzione
Distribuito dalla Hepworth, il film - un cortometraggio di 160,02 metri - uscì nelle sale cinematografiche britanniche nel marzo 1910.
Si conoscono pochi dati del film che, prodotto dalla Hepworth, fu distrutto nel 1924 dallo stesso produttore, Cecil M. Hepworth. Fallito, in gravissime difficoltà finanziarie, il produttore pensò in questo modo di poter almeno recuperare il nitrato d'argento della pellicola.